# Liste der Stolpersteine in Ansbach

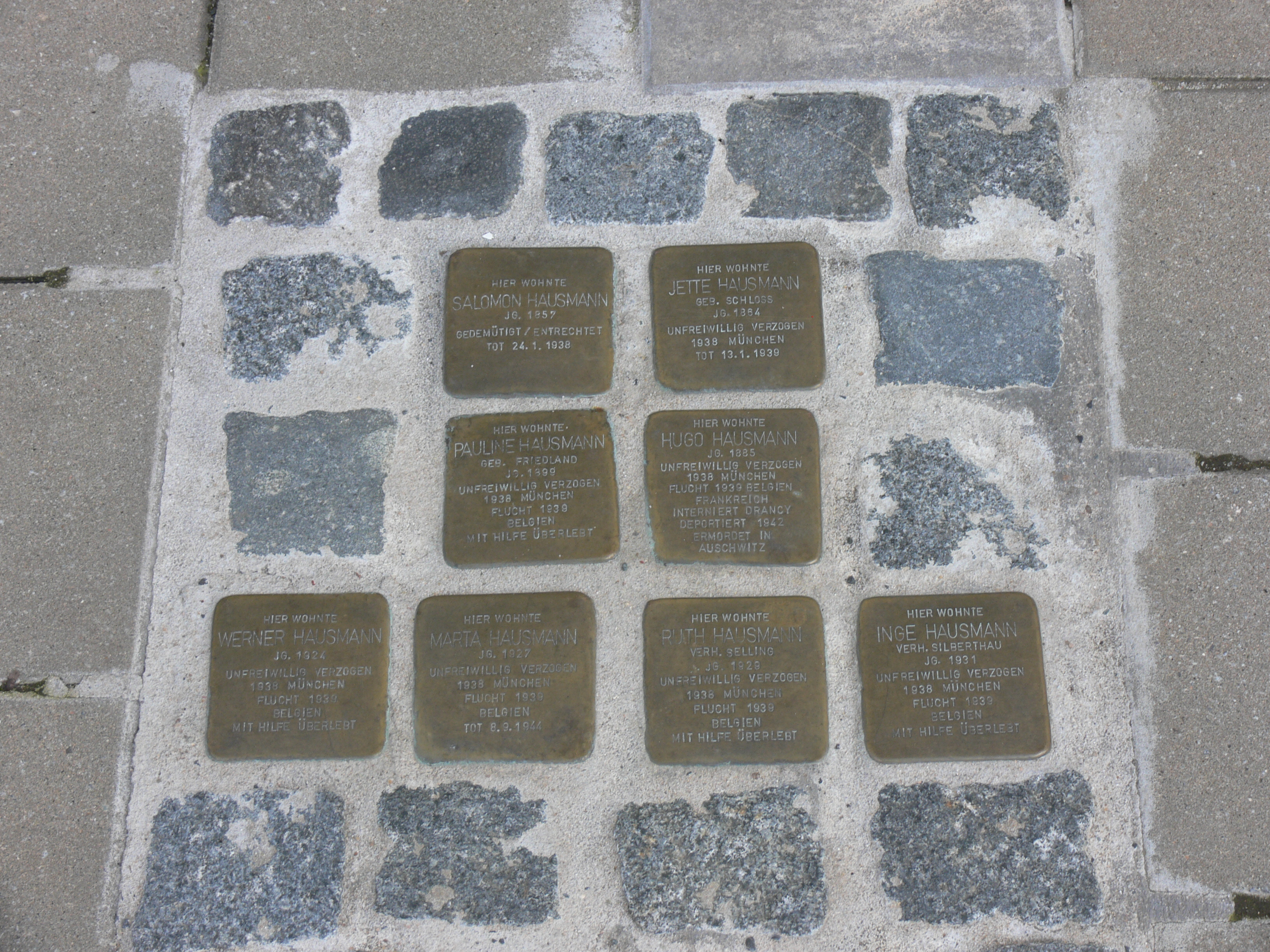
Stolpersteine für die Familie Hausmann

Diese Liste der Stolpersteine in Ansbach enthält die Stolpersteine, die im Rahmen des gleichnamigen Kunstprojekts von Gunter Demnig in der mittelfränkischen Stadt Ansbach verlegt wurden. Mit ihnen soll Opfern des Nationalsozialismus gedacht werden, die in Ansbach lebten und wirkten.
Auf der Oberseite der Betonquader mit zehn Zentimeter Kantenlänge ist eine Messingtafel verankert, die Auskunft über Namen, Geburtsjahr und Schicksal der Personen gibt, derer gedacht werden soll. Die Steine sind in den Bürgersteig vor den ehemaligen Wohnhäusern der Opfer der nationalsozialistischen Gewaltherrschaft eingelassen.
Das Projekt Stolpersteine in Ansbach wird durch umfangreiche Recherchen des Frankenbunds zu den einzelnen Schicksalen der Ansbacher Juden möglich gemacht. Ziel des Projekts ist es, zukünftig an alle rund 200 Ansbacher Opfer des Nazi-Unrechts zu erinnern.

## Verlegte Stolpersteine
Stand 2021, wurden bisher an sieben Terminen 106 Stolpersteine an 29 Orten verlegt.
| Stolperstein | Inschrift | Verlegeort                                      | Name, Leben |
| --- | --- | ----------------------------------------------- | --- |
| | HIER WOHNTE BABETTE AAL GEB. SCHÜLEIN JG. 1879 UNFREIWILLIG VERZOGEN 1938 WÜRZBURG FLUCHT 1941 USA                                                           | Cronegkstraße 2 (Standort)                      | Babette Aal |
| | HIER WOHNTE ERNST ELIAS AAL JG. 1870 UNFREIWILLIG VERZOGEN 1938 WÜRZBURG GEDEMÜTIGT / ENTRECHTET TOT 8.7.1940                                                | Cronegkstraße 2 (Standort)                      | Ernst Elias Aal Wohnsitz des Ehepaares Ernst Elias und Babette Aal. |
| | HIER WOHNTE FRIEDL AAL GEB. WALDMANN JG. 1909 FLUCHT 1938 USA                                                                                                | Alte Poststraße 3 (Standort)                    | Friedl Aal |
| | HIER WOHNTE HERMANN AAL JG. 1907 GEDEMÜTIGT / ENTRECHTET TOT 16.11.1937                                                                                      | Alte Poststraße 3 (Standort)                    | Hermann Aal, seine Frau Friedl und die gemeinsame Tochter Ingeborg Nora wohnten unweit von Hermanns Eltern in der Alten Poststraße 12. Über die näheren Todesumstände Hermanns ist nichts bekannt. Die junge Witwe emigrierte mit ihrer Tochter am 10. Juni 1938 in die USA, wo sie erneut heiratete. |
| | HIER WOHNTE INGEBORG NORA AAL VERH. STERN JG. 1933 FLUCHT 1938 USA                                                                                           | Alte Poststraße 3 (Standort)                    | Ingeborg Nora Aal |
| | HIER WOHNTE JAKOB AAL JG. 1881 UNFREIWILLIG VERZOGEN 1938 WÜRZBURG FLUCHT 1941 USA                                                                           | Cronegkstraße 5 (Standort)                      | Jakob Aal |
| | HIER WOHNTE JETTE AAL GEB. SCHÜLEIN JG. 1880 GEDEMÜTIGT / ENTRECHTET TOT 29.4.1935                                                                           | Alte Poststraße 12 (Standort)                   | Jette Aal und Max Aal waren die Eltern von Hermann Aal (siehe Alte Poststraße 3). |
| | HIER WOHNTE MAX AAL JG. 1875 UNFREIWILLIG VERZOGEN 1938 WÜRZBURG GEDEMÜTIGT / ENTRECHTET FLUCHT IN DEN TOD 23.12.1939                                        | Alte Poststraße 12 (Standort)                   | Max Aal und Jette Aal waren die Eltern von Hermann Aal (siehe Alte Poststraße 3). |
| | HIER WOHNTE RIKA AAL GEB. SCHÜLEIN JG. 1886 UNFREIWILLIG VERZOGEN 1938 WÜRZBURG FLUCHT 1941 USA                                                              | Cronegkstraße 5 (Standort)                      | Rika Aal |
| | HIER WOHNTE ROSA AAL VERH. HAAS JG. 1915 FLUCHT 1938 USA | Cronegkstraße 5 (Standort)                      | Rosa Aal |
| Bild gesucht Der Benutzer GeorgDerReisende ( Diskussion ) wünscht sich an dieser Stelle ein Bild vom Ort mit diesen Koordinaten 49.298853 10.573679 . Motiv: Cronegkstraße 5: der Stolperstein für Senta Aal, die Lage und das Haus Falls du dabei helfen möchtest, erklärt die Anleitung , wie das geht. BW                     | HIER WOHNTE SENTA AAL VERH. STERN JG. 1910 GEDEMÜTIGT / ENTRECHTET FLUCHT 1937 USA                                                                           | Cronegkstraße 5 (Standort)                      | Senta Aal verheiratete Stern (1910–) |
| Bild gesucht Der Benutzer GeorgDerReisende ( Diskussion ) wünscht sich an dieser Stelle ein Bild vom Ort mit diesen Koordinaten 49.296595 10.571667 . Motiv: Heilig-Kreuz-Straße 13: die Stolpersteine für die Familie Bechold, die Lage und das Haus Falls du dabei helfen möchtest, erklärt die Anleitung , wie das geht. BW   | | Heilig-Kreuz-Straße 13 (Standort)               | Marie Bechold |
| Bild gesucht Die Wikipedia wünscht sich an dieser Stelle ein Bild vom hier behandelten Ort. Weitere Infos zum Motiv findest du vielleicht auf der Diskussionsseite . Falls du dabei helfen möchtest, erklärt die Anleitung , wie das geht. BW                                                                                    | | Heilig-Kreuz-Straße 13 (Standort)               | Max Bechold |
| | HIER WOHNTE MARIANNE ALICE BING JG. 1909 DEPORTIERT 1942 PIASKI ERMORDET                                                                                     | Uzstraße 33 (Standort)                          | Marianne Alice Bing |
| Bild gesucht Der Benutzer GeorgDerReisende ( Diskussion ) wünscht sich an dieser Stelle ein Bild vom Ort mit diesen Koordinaten 49.301798 10.571775 . Motiv: Uzstraße 18: der Stolperstein für Helene Bollack, die Lage und das Haus Falls du dabei helfen möchtest, erklärt die Anleitung , wie das geht. BW                    | | Uzstraße 18 (Standort)                          | Helene Bollack |
| Bild gesucht Der Benutzer GeorgDerReisende ( Diskussion ) wünscht sich an dieser Stelle ein Bild vom Ort mit diesen Koordinaten 49.299202 10.571723 . Motiv: Maximilianstraße 26: die Stolpersteine für die Familie Ceslanski, die Lage und das Haus Falls du dabei helfen möchtest, erklärt die Anleitung , wie das geht. BW    | HIER WOHNTE FANNY CESLANSKI GEB. MEEROWITZ JG. 1881 UNFREIWILLIG VERZOGEN 1938 MÜNCHEN DEPORTIERT 1942 TRANSIT-GHETTO PIASKI KZ STUTTHOF ERMORDET 12.12.1944 | Maximilianstraße 26 (Standort)                  | Fanny Ceslanski, geborene Meerowitz (1881–) |
| | HIER WOHNTE IDA CESLANSKI VERH. WAINSCHEL JG. 1915 GEDEMÜTIGT / ENTRECHTET FLUCHT 1939 USA                                                                   | Maximilianstraße 26 (Standort)                  | Ida Ceslanski verh. Wainschel (1881–) |
| | HIER WOHNTE ALEXANDER CESLANSKI JG. 1880 GEDEMÜTIGT / ENTRECHTET UNFREIWILLIG VERZOGEN 1938 MÜNCHEN FLUCHT IN DEN TOD 12. MÄRZ 1942                          | Maximilianstraße 26 (Standort)                  | Alexander Ceslanski (1880–) |
| Bild gesucht Der Benutzer GeorgDerReisende ( Diskussion ) wünscht sich an dieser Stelle ein Bild vom Ort mit diesen Koordinaten 49.306678 10.574911 . Motiv: der Stolperstein für Elise Daniels, die Lage und das Haus Falls du dabei helfen möchtest, erklärt die Anleitung , wie das geht. BW                                  | | Jüdtstraße 20 (Standort)                        | Elise Daniels |
| Bild gesucht Der Benutzer GeorgDerReisende ( Diskussion ) wünscht sich an dieser Stelle ein Bild vom Ort mit diesen Koordinaten 49.306678 10.574911 . Motiv: der Stolperstein für Dr. Berthold Daniels, die Lage und das Haus Falls du dabei helfen möchtest, erklärt die Anleitung , wie das geht. BW                           | | Jüdtstraße 20 (Standort)                        | Dr. Berthold Daniels |
| Bild gesucht Der Benutzer GeorgDerReisende ( Diskussion ) wünscht sich an dieser Stelle ein Bild vom Ort mit diesen Koordinaten 49.303641 10.577375 . Motiv: der Stolperstein für Babette Dietenhöfer, die Lage und das Haus Falls du dabei helfen möchtest, erklärt die Anleitung , wie das geht. BW                            | | Nürnberger Straße 11 (Standort)                 | Babette Dietenhöfer |
| Bild gesucht Der Benutzer GeorgDerReisende ( Diskussion ) wünscht sich an dieser Stelle ein Bild vom Ort mit diesen Koordinaten 49.303641 10.577375 . Motiv: der Stolperstein für Kurt Dietenhöfer, die Lage und das Haus Falls du dabei helfen möchtest, erklärt die Anleitung , wie das geht. BW                               | | Nürnberger Straße 11 (Standort)                 | Kurt Dietenhöfer |
| Bild gesucht Der Benutzer GeorgDerReisende ( Diskussion ) wünscht sich an dieser Stelle ein Bild vom Ort mit diesen Koordinaten 49.303641 10.577375 . Motiv: der Stolperstein für Ludwig Dietenhöfer, die Lage und das Haus Falls du dabei helfen möchtest, erklärt die Anleitung , wie das geht. BW                             | | Nürnberger Straße 11 (Standort)                 | Ludwig Dietenhöfer |
| Bild gesucht Der Benutzer GeorgDerReisende ( Diskussion ) wünscht sich an dieser Stelle ein Bild vom Ort mit diesen Koordinaten 49.299428 10.570184 . Motiv: der Stolperstein für Karoline Eckmann, die Lage und das Haus Falls du dabei helfen möchtest, erklärt die Anleitung , wie das geht. BW                               | | Endresstraße 14 (Standort)                      | Karoline Eckmann |
| | HIER WOHNTE ADOLF ABRAHAM EISFELD JG. 1896 DEPORTIERT 1942 ERMORDET IN PIASKI                                                                                | Johann-Sebastian-Bach-Platz 8 (Standort)        | Adolf Abraham Eisfeld |
| | HIER WOHNTE ESTER EDIT EISFELD VERH. GOLD JG. 1932 FLUCHT 1939 ENGLAND                                                                                       | Johann-Sebastian-Bach-Platz 8 (Standort)        | Ester Edit Eisfeld |
| | HIER WOHNTE HENRIETTE EISFELD GEB. HEILBRUNN JG. 1903 DEPORTIERT 1942 ERMORDET IN PIASKI                                                                     | Johann-Sebastian-Bach-Platz 8 (Standort)        | Henriette Eisfeld |
| | HIER WOHNTE JOSEF EISFELD JG. 1937 DEPORTIERT 1942 ERMORDET IN PIASKI                                                                                        | Johann-Sebastian-Bach-Platz 8 (Standort)        | Josef Eisfeld |
| Bild gesucht Der Benutzer GeorgDerReisende ( Diskussion ) wünscht sich an dieser Stelle ein Bild vom Ort mit diesen Koordinaten 49.296703 10.574311 . Motiv: Feuerbachstraße 13: die Stolpersteine für die Familie Enslein, die Lage und das Haus Falls du dabei helfen möchtest, erklärt die Anleitung , wie das geht. BW       | HIER WOHNTE MINA ENSLEIN GEB. ROSENFELD JG. 1866 GEDEMÜTIGT / ENTRECHTET UNFREIWILLIG VERZOGEN 1936 MÜNCHEN FLUCHT 1938 PALÄSTINA                            | Feuerbachstraße 13 (Standort)                   | Mina Enslein, geborene Rosenfeld (1866–) |
| | HIER WOHNTE SALOMON ENSLEIN JG. 1855 GEDEMÜTIGT / ENTRECHTET UNFREIWILLIG VERZOGEN 1936 MÜNCHEN TOT 4. JUNI 1937                                             | Feuerbachstraße 13 (Standort)                   | Salomon Enslein (1855–) |
| Bild gesucht Der Benutzer GeorgDerReisende ( Diskussion ) wünscht sich an dieser Stelle ein Bild vom Ort mit diesen Koordinaten 49.299483 10.568988 . Motiv: Merckstraße 4: der Stolperstein für Max Ernsthal, die Lage und das Haus Falls du dabei helfen möchtest, erklärt die Anleitung , wie das geht. BW                    | | Merckstraße 4 (Standort)                        | Max Ernsthal |
| Bild gesucht Der Benutzer GeorgDerReisende ( Diskussion ) wünscht sich an dieser Stelle ein Bild vom Ort mit diesen Koordinaten 49.30226 10.570958 . Motiv: Platenstraße 11: der Stolperstein für Ludwig Flink, die Lage und das Haus Falls du dabei helfen möchtest, erklärt die Anleitung , wie das geht. BW                   | | Platenstraße 11 (Standort)                      | Ludwig Flink |
| Bild gesucht Der Benutzer GeorgDerReisende ( Diskussion ) wünscht sich an dieser Stelle ein Bild vom Ort mit diesen Koordinaten 49.299534 10.571545 . Motiv: der Stolperstein für Mina Frank, die Lage und das Haus Falls du dabei helfen möchtest, erklärt die Anleitung , wie das geht. BW                                     | | Maximilianstraße 20 (Standort)                  | Mina Frank |
| | HIER WOHNTE IRMA FRANKENBURGER GEB. GUTMANN JG. 1885 UNFREIWILLIG VERZOGEN 1937 NÜRNBERG DEPORTIERT 1942 IZBICA ERMORDET                                     | Johann-Sebastian-Bach-Platz 10 (Standort)       | Irma Frankenburger - Familie Frankenburger |
| | HIER WOHNTE ISAAK FRANKENBURGER JG. 1872 UNFREIWILLIG VERZOGEN 1937 NÜRNBERG GEDEMÜTIGT / ENTRECHTET TOT 10.5.1941                                           | Johann-Sebastian-Bach-Platz 10 (Standort)       | Isaak Frankenburger |
| | HIER WOHNTE LUISE FRANKENBURGER VERH. KAHN JG. 1910 FLUCHT 1936 USA                                                                                          | Johann-Sebastian-Bach-Platz 10 (Standort)       | Luise Frankenburger |
| | HIER WOHNTE DR. MARTIN FRANKENBURGER JG. 1908 VERHAFTET 1939 BUCHENWALD ERMORDET 21.7.1943                                                                   | Johann-Sebastian-Bach-Platz 10 (Standort)       | Martin Frankenburger |
| | HIER WOHNTE MARGARETE FRIEDMANN GEB. DAMMANN JG. 1886 DEPORTIERT 1942 IZBICA ERMORDET                                                                        | Alte Poststraße 12 (Standort)                   | Margarete Friedmann war die Hausangestellte von Max und Jette Aal. |
| Bild gesucht Der Benutzer GeorgDerReisende ( Diskussion ) wünscht sich an dieser Stelle ein Bild vom Ort mit diesen Koordinaten 49.299436 10.570427 . Motiv: der Stolperstein für Adolf Grünstein, die Lage und das Haus Falls du dabei helfen möchtest, erklärt die Anleitung , wie das geht. BW                                | | Endresstraße 15 (Standort)                      | Adolf Grünstein |
| Bild gesucht Der Benutzer GeorgDerReisende ( Diskussion ) wünscht sich an dieser Stelle ein Bild vom Ort mit diesen Koordinaten 49.299436 10.570427 . Motiv: der Stolperstein für Lina Grünstein, die Lage und das Haus Falls du dabei helfen möchtest, erklärt die Anleitung , wie das geht. BW                                 | | Endresstraße 15 (Standort)                      | Lina Grünstein |
| Bild gesucht Der Benutzer GeorgDerReisende ( Diskussion ) wünscht sich an dieser Stelle ein Bild vom Ort mit diesen Koordinaten 49.298961 10.564822 . Motiv: Johannisweg 6: die Stolpersteine für die Familie Gutmann, die Lage und das Haus Falls du dabei helfen möchtest, erklärt die Anleitung , wie das geht. BW            | | Johannisweg 6 (Standort)                        | Hedwig Gutmann |
| | | Johannisweg 6 (Standort)                        | Hermann Gutmann |
| Bild gesucht Der Benutzer GeorgDerReisende ( Diskussion ) wünscht sich an dieser Stelle ein Bild vom Ort mit diesen Koordinaten 49.303427 10.581669 . Motiv: Eyber Straße 13: die Stolpersteine für die Familie Haas, die Lage und das Haus Falls du dabei helfen möchtest, erklärt die Anleitung , wie das geht. BW             | HIER WOHNTE GUSTAV HAAS JG. 1887 GEDEMÜTIGT / ENTRECHTET TOT 29. JULI 1936                                                                                   | Eyber Straße 13 (Standort)                      | Gustav Haas (1887–1936) |
| | HIER WOHNTE MINA HAAS GEB. SONDHELM JG. 1890 GEDEMÜTIGT / ENTRECHTET UNFREIWILLIG VERZOGEN 1936 BAD KREUZNACH FLUCHT 1938 USA                                | Eyber Straße 13 (Standort)                      | Mina Haas, geborene Sondhelm (1890–1972) |
| | HIER WOHNTE HUGO HAUSMANN JG. 1885 UNFREIWILLIG VERZOGEN 1938 MÜNCHEN FLUCHT 1939 BELGEN FRANKREICH INTERNIERT DRANCY DEPORTIERT 1942 ERMORDET IN AUSCHWITZ  | Feuerbachstraße 11 (Standort)                   | Hugo Hausmann |
| | HIER WOHNTE INGE HAUSMANN VERH. SILBERTHAU JG. 1931 UNFREIWILLIG VERZOGEN 1938 MÜNCHEN FLUCHT 1939 BELGIEN MIT HILFE ÜBERLEBT                                | Feuerbachstraße 11 (Standort)                   | Inge Hausmann Zur Steinsetzung für die Familie Hausmann war Inges Sohn mit Familie aus den USA angereist. |
| | HIER WOHNTE JETTE HAUSMANN GEB. SCHLOSS JG. 1884 UNFREIWILLIG VERZOGEN 1938 MÜNCHEN TOT 13.1.1939                                                            | Feuerbachstraße 11 (Standort)                   | Jette Hausmann |
| | HIER WOHNTE MARTA HAUSMANN JG. 1927 UNFREIWILLIG VERZOGEN 1938 MÜNCHEN FLUCHT 1939 BELGIEN TOT 8.9.1944                                                      | Feuerbachstraße 11 (Standort)                   | Marta Hausmann |
| | HIER WOHNTE PAULINE HAUSMANN GEB. FRIEDLAND JG. 1899 UNFREIWILLIG VERZOGEN 1938 MÜNCHEN FLUCHT 1939 BELGIEN MIT HILFE ÜBERLEBT                               | Feuerbachstraße 11 (Standort)                   | Pauline Hausmann |
| | HIER WOHNTE RUTH HAUSMANN VERH. SELLING JG. 1929 UNFREIWILLIG VERZOGEN 1938 MÜNCHEN FLUCHT 1939 BELGIEN MIT HILFE ÜBERLEBT                                   | Feuerbachstraße 11 (Standort)                   | Ruth Hausmann |
| | HIER WOHNTE SALOMON HAUSMANN JG. 1857 GEDEMÜTIGT / ENTRECHTET TOT 24.1.1938                                                                                  | Feuerbachstraße 11 (Standort)                   | Salomon Hausmann |
| | HIER WOHNTE WERNER HAUSMANN JG. 1924 UNFREIWILLIG VERZOGEN 1938 MÜNCHEN FLUCHT 1939 BELGIEN MIT HILFE ÜBERLEBT                                               | Feuerbachstraße 11 (Standort)                   | Werner Hausmann |
| | HIER WOHNTE SARA HEILBRUNN GEB. MAYER JG. 1872 DEPORTIERT 1942 THERESIENSTADT ERMORDET 30.11.1942                                                            | Johann-Sebastian-Bach-Platz 8 (Standort)        | Sara Heilbrunn - Familie Eisfeld |
| | HIER WOHNTE ELLA HEIMANN JG. 1919 DEPORTIERT 1941 RIGA / JUNGFERNHOF ERMORDET 2.12.1944                                                                      | Kannenstraße 8 (Standort)                       | Ella Heimann |
| | HIER WOHNTE FANNY HEIMANN GEB. EISENMANN JG. 1887 DEPORTIERT 1941 RIGA / JUNGFERNHOF ERMORDET                                                                | Kannenstraße 8 (Standort)                       | Fanny Heimann |
| | HIER WOHNTE SIEGFRIED HEIMANN JG. 1882 DEPORTIERT 1941 RIGA / JUNGFERNHOF ERMORDET                                                                           | Kannenstraße 8 (Standort)                       | Siegfried Heimann |
| Bild gesucht Der Benutzer GeorgDerReisende ( Diskussion ) wünscht sich an dieser Stelle ein Bild vom Ort mit diesen Koordinaten 49.296595 10.571667 . Motiv: Heilig-Kreuz-Straße 13: der Stolperstein für Hedwig Hessdörfer, die Lage und das Haus Falls du dabei helfen möchtest, erklärt die Anleitung , wie das geht. BW      | | Heilig-Kreuz-Straße 13 (Standort)               | Hedwig Hessdörfer |
| | HIER WOHNTE DORA HIRSCHKIND GEB. KUPFER JG. 1880 UNFREIWILLIG VERZOGEN 1938 WIESBADEN DEPORTIERT 1942 ERMORDET IN SOBIBOR                                    | Triesdorfer Straße 15 (Standort)                | Dora Hirschkind |
| | HIER WOHNTE HILDE HIRSCHKIND GEB. BOMEISL JG. 1911 UNFREIWILLIG VERZOGEN 1938 WIESBADEN FLUCHT 1939 FRANKREICH MIT HILFE ÜBERLEBT                            | Triesdorfer Straße 15 (Standort)                | Hilde Hirschkind |
| | HIER WOHNTE MAX HIRSCHKIND JG. 1903 UNFREIWILLIG VERZOGEN 1938 WIESBADEN FLUCHT 1939 FRANKREICH MIT HILFE ÜBERLEBT                                           | Triesdorfer Straße 15 (Standort)                | Max Hirschkind |
| | HIER WOHNTE WALTER HIRSCHKIND JG. 1936 UNFREIWILLIG VERZOGEN 1938 WIESBADEN FLUCHT 1939 FRANKREICH MIT HILFE ÜBERLEBT                                        | Triesdorfer Straße 15 (Standort)                | Walter Hirschkind |
| | HIER WOHNTE GÜNTHER JOEL JG. 1929 UNFREIWILLIG VERZOGEN 1938 NÜRNBERG FLUCHT 1939 FRANKREICH SCHWEIZ                                                         | Nürnberger Straße 22 (Standort)                 | Günther Joel |
| | HIER WOHNTE JOHANNA JOEL GEB. SAMUEL JG. 1893 UNFREIWILLIG VERZOGEN 1938 NÜRNBERG FLUCHT 1939 FRANKREICH DEPORTIERT 1942 ERMORDET IN AUSCHWITZ               | Nürnberger Straße 22 (Standort)                 | Johanna Joel |
| | HIER WOHNTE LEON JOEL JG. 1888 UNFREIWILLIG VERZOGEN 1938 NÜRNBERG FLUCHT 1939 FRANKREICH DEPORTIERT 1942 ERMORDET IN AUSCHWITZ                              | Nürnberger Straße 22 (Standort)                 | Leon Joel |
| | HIER WOHNTE SARA JOEL GEB. SCHWAB JG. 1857 UNFREIWILLIG VERZOGEN 1938 NÜRNBERG TOT 10.8.1939                                                                 | Nürnberger Straße 22 (Standort)                 | Sara Joel |
| | HIER WOHNTE SALOMON JOSEPH JG. 1863 DEPORTIERT 1942 THERESIENSTADT ERMORDET 19.10.1942                                                                       | Karolinenstraße 10 (Standort)                   | Salomon Joseph war der Vater von Paula. |
| | HIER WOHNTE PAULA JOSEPH JG. 1893 FLUCHT 1936 USA | Karolinenstraße 10 (Standort)                   | Paula Joseph |
| Bild gesucht Der Benutzer GeorgDerReisende ( Diskussion ) wünscht sich an dieser Stelle ein Bild vom Ort mit diesen Koordinaten 49.300818 10.568087 . Motiv: Schalkhäuser Straße 21: die Stolpersteine für die Familie Kohn, die Lage und das Haus Falls du dabei helfen möchtest, erklärt die Anleitung , wie das geht. BW      | | Schalkhäuser Straße 21 (Standort)               | Dr. Pinchas Kohn |
| | | Schalkhäuser Straße 21 (Standort)               | Rosalie Kohn |
| | HIER WOHNTE KAROLINE LEBRECHT GEB. HEYMANN JG. 1861 UNFREIWILLIG VERZOGEN 1938 MÜNCHEN GEDEMÜTIGT / ENTECHTET TOT 2.4.1942                                   | Uzstraße 37 (Standort)                          | Karoline Lebrecht |
| Bild gesucht Der Benutzer GeorgDerReisende ( Diskussion ) wünscht sich an dieser Stelle ein Bild vom Ort mit diesen Koordinaten 49.301538 10.577223 . Motiv: Bischof-Meiser-Straße 5: die Stolpersteine für die Familie Lehmann, die Lage und das Haus Falls du dabei helfen möchtest, erklärt die Anleitung , wie das geht. BW  | | Bischof-Meiser-Straße 5 (Standort)              | Berta Lehmann |
| | | Bischof-Meiser-Straße 5 (Standort)              | Jonathan Lehmann |
| | HIER WOHNTE CAMILLA LIEBERMANN GEB. LEBRECHT JG. 1890 DEPORTIERT 1941 KOWNO FORT IX ERMORDET 25.11.1941                                                      | Uzstraße 37 (Standort)                          | Camilla Liebermann |
| | HIER WOHNTE MAX LIEBERMANN JG. 1879 DEPORTIERT 1941 KOWNO FORT IX ERMORDET 25.11.1941                                                                        | Uzstraße 37 (Standort)                          | Max Liebermann |
| | HIER WOHNTE UND PRAKTIZIERTE DR. ARNOLD LOEVY JG. 1885 FLUCHT 1937 USA                                                                                       | Martin-Luther-Platz 6 „Stössel-Haus“ (Standort) | Arnold Loevy |
| | HIER WOHNTE GERTRUD LOEVY JG. 1921 FLUCHT 1936 SCHWEIZ | Martin-Luther-Platz 6 „Stössel-Haus“ (Standort) | Gertrud Loevy |
| | HIER WOHNTE BEATE LUTZ GEB. HIRSCHKIND JG. 1902 UNFREIWILLIG VERZOGEN 1938 WIESBADEN FLUCHT 1939 ENGLAND                                                     | Triesdorfer Straße 15 (Standort)                | Beate Lutz |
| Bild gesucht Der Benutzer GeorgDerReisende ( Diskussion ) wünscht sich an dieser Stelle ein Bild vom Ort mit diesen Koordinaten 49.301036 10.570941 . Motiv: Reuterstraße 2a: die Stolpersteine für die Familie Neuberger, die Lage und das Haus Falls du dabei helfen möchtest, erklärt die Anleitung , wie das geht. BW        | | Reuterstraße 2a (Standort)                      | Hedwig Neuberger |
| | | Reuterstraße 2a (Standort)                      | Julius Neuberger |
| Bild gesucht Der Benutzer GeorgDerReisende ( Diskussion ) wünscht sich an dieser Stelle ein Bild vom Ort mit diesen Koordinaten 49.303325 10.565965 . Motiv: Würzburger Straße 37: der Stolperstein für Frieda Neuburger, die Lage und das Haus Falls du dabei helfen möchtest, erklärt die Anleitung , wie das geht. BW         | | Würzburger Straße 37 (Standort)                 | Frieda Neuburger |
| Bild gesucht Der Benutzer GeorgDerReisende ( Diskussion ) wünscht sich an dieser Stelle ein Bild vom Ort mit diesen Koordinaten 49.299534 10.571545 . Motiv: der Stolperstein für Ilse Oppenheim, die Lage und das Haus Falls du dabei helfen möchtest, erklärt die Anleitung , wie das geht. BW                                 | | Maximilianstraße 20 (Standort)                  | Ilse Oppenheim |
| Bild gesucht Der Benutzer GeorgDerReisende ( Diskussion ) wünscht sich an dieser Stelle ein Bild vom Ort mit diesen Koordinaten 49.299534 10.571545 . Motiv: der Stolperstein für Irene Johanna Oppenheim, die Lage und das Haus Falls du dabei helfen möchtest, erklärt die Anleitung , wie das geht. BW                        | | Maximilianstraße 20 (Standort)                  | Irene Johanna Oppenheim |
| Bild gesucht Der Benutzer GeorgDerReisende ( Diskussion ) wünscht sich an dieser Stelle ein Bild vom Ort mit diesen Koordinaten 49.299534 10.571545 . Motiv: der Stolperstein für Moritz Oppenheim, die Lage und das Haus Falls du dabei helfen möchtest, erklärt die Anleitung , wie das geht. BW                               | | Maximilianstraße 20 (Standort)                  | Moritz Oppenheim |
| Bild gesucht Der Benutzer GeorgDerReisende ( Diskussion ) wünscht sich an dieser Stelle ein Bild vom Ort mit diesen Koordinaten 49.299534 10.571545 . Motiv: der Stolperstein für Sofie Oppenheim, die Lage und das Haus Falls du dabei helfen möchtest, erklärt die Anleitung , wie das geht. BW                                | | Maximilianstraße 20 (Standort)                  | Sofie Oppenheim |
| Bild gesucht Der Benutzer GeorgDerReisende ( Diskussion ) wünscht sich an dieser Stelle ein Bild vom Ort mit diesen Koordinaten 49.296703 10.574311 . Motiv: Feuerbachstraße 13: der Stolperstein für Josef Rosenfeld, die Lage und das Haus Falls du dabei helfen möchtest, erklärt die Anleitung , wie das geht. BW            | HIER WOHNTE JOSEF ROSENFELD JG. 1878 UNFREIWILLIG VERZOGEN 1936 MÜNCHEN DEPORTIERT 1942 TRANSIT-GHETTO PIASKI ERMORDET                                       | Feuerbachstraße 13 (Standort)                   | Josef Rosenfeld (1878–1942/44) |
| | HIER WOHNTE GERTRAUD SAEMANN GEB. WELSCH JG. 1881 DEPORTIERT 1941 KOWNO FORT IX ERMORDET 25.11.1941                                                          | Heilig-Kreuz-Straße 13 (Standort)               | Gertraud Saemann geb. Welsch und ihr Mann Gustav waren 1934 nach Ansbach gezogen, ihre erwachsenen Kinder waren nicht mitgekommen. Während der Novemberpogrome wurde auch die Wohnung der Saemanns verwüstet. Zum 31. Dezember 1938 mussten sie Ansbach verlassen, sie zogen nach Frankfurt am Main und planten, von dort nach Palästina auszuwandern, was aber aus unbekannten Gründen scheiterte. Am 22. November 1941 wurde das Ehepaar aus Frankfurt Richtung Riga verschleppt, wo ihr Transport aber nicht ankam. |
| | HIER WOHNTE GUSTAV SAEMANN JG. 1876 DEPORTIERT 1941 KOWNO FORT IX ERMORDET 25.11.1941                                                                        | Heilig-Kreuz-Straße 13 (Standort)               | Gustav Saemann |
| Bild gesucht Der Benutzer GeorgDerReisende ( Diskussion ) wünscht sich an dieser Stelle ein Bild vom Ort mit diesen Koordinaten 49.300769 10.560739 . Motiv: Schalkhäuser Straße 84: der Stolperstein für Karoline Schloss, die Lage und das Haus Falls du dabei helfen möchtest, erklärt die Anleitung , wie das geht. BW       | | Schalkhäuser Straße 84 (Standort)               | Karoline Schloss |
| Bild gesucht Der Benutzer GeorgDerReisende ( Diskussion ) wünscht sich an dieser Stelle ein Bild vom Ort mit diesen Koordinaten 49.301036 10.570941 . Motiv: Reuterstraße 2a: die Stolpersteine für die Familie Schmid, die Lage und das Haus Falls du dabei helfen möchtest, erklärt die Anleitung , wie das geht. BW           | | Reuterstraße 2a (Standort)                      | Rosa Schmid |
| | | Reuterstraße 2a (Standort)                      | Sali Schmid |
| | HIER WOHNTE HERMANN SCHÜLEIN JG. 1875 DEPORTIERT 1942 THERESIENSTADT ERMORDET 2.3.1944                                                                       | Cronegkstraße 5 (Standort)                      | Hermann Schülein. Hier war der gemeinsamer Wohnsitz des Ehepaares Rika und Jakob Aal mit ihrer Tochter Rosa sowie des Ehepaars Hermann und Jeannette Schülein. |
| | HIER WOHNTE JEANETTE JENNY SCHÜLEIN GEB. STERNSCHEIN JG. 1876 DEPORTIERT 1942 THERESIENSTADT ERMORDET 31.8.1943                                              | Cronegkstraße 5 (Standort)                      | Jeanette Schülein |
| | HIER WOHNTE ANNA SCHULMANN GEB. WELSCH JG. 1883 UNFREIWILLIG VERZOGEN 1938 FRANKFURT M. FLUCHT 1939 ENGLAND 1940 USA                                         | Triesdorfer Straße 36 (Standort)                | Anna Schulmann geb. Welsch und ihr Ehemann Julius Schulmann waren 1927 mit ihren vier Töchtern nach Ansbach in die Triesdorfer Straße 36 gezogen, wo Julius Schuhmann ein Vieh- und Immobiliengeschäft betrieb. Anna Schulmanns Schwester lebte in der Heilig-Kreuz-Straße 13. |
| | HIER WOHNTE BETTY SCHULMANN JG. 1914 FLUCHT 1934 USA | Triesdorfer Straße 36 (Standort)                | Betty Schulmann |
| | HIER WOHNTE EMMA IRMA SCHULMANN JG. 1919 FLUCHT 1936 USA | Triesdorfer Straße 36 (Standort)                | Emma Irma Schulmann |
| | HIER WOHNTE JULIUS SCHULMANN JG. 1878 UNFREIWILLIG VERZOGEN 1938 FRANKFURT M. FLUCHT 1939 ENGLAND 1940 USA                                                   | Triesdorfer Straße 36 (Standort)                | Julius Schulmann |
| | HIER WOHNTE LOTTE SCHULMANN JG. 1920 FLUCHT 1937 USA | Triesdorfer Straße 36 (Standort)                | Lotte Schulmann |
| | HIER WOHNTE SELMA MARGOT SCHULMANN JG. 1922 UNFREIWILLIG VERZOGEN 1938 FRANKFURT M. FLUCHT 1939 SCHOTTLAND 1940 USA                                          | Triesdorfer Straße 36 (Standort)                | Selma Margot Schulmann |
| Bild gesucht Der Benutzer GeorgDerReisende ( Diskussion ) wünscht sich an dieser Stelle ein Bild vom Ort mit diesen Koordinaten 49.303598 10.577932 . Motiv: Nürnberger Straße 22: der Stolperstein für Flora Schwab, die Lage und das Haus Falls du dabei helfen möchtest, erklärt die Anleitung , wie das geht. BW             | | Nürnberger Straße 22 (Standort)                 | Flora Schwab |
| Bild gesucht Der Benutzer GeorgDerReisende ( Diskussion ) wünscht sich an dieser Stelle ein Bild vom Ort mit diesen Koordinaten 49.302256 10.570898 . Motiv: Platenstraße 14: die Stolpersteine für die Familie Schwarz, die Lage und das Haus Falls du dabei helfen möchtest, erklärt die Anleitung , wie das geht. BW          | | Platenstraße 14 (Standort)                      | Josef Schwarz |
| | | Platenstraße 14 (Standort)                      | Martha Schwarz |
| Bild gesucht Der Benutzer GeorgDerReisende ( Diskussion ) wünscht sich an dieser Stelle ein Bild vom Ort mit diesen Koordinaten 49.300818 10.568087 . Motiv: Schalkhäuser Straße 21: die Stolpersteine für die Familie Seeberger, die Lage und das Haus Falls du dabei helfen möchtest, erklärt die Anleitung , wie das geht. BW | | Schalkhäuser Straße 21 (Standort)               | Franziska Seeberger |
| | | Schalkhäuser Straße 21 (Standort)               | Josef Seeberger |
| | | Schalkhäuser Straße 21 (Standort)               | Rudolf Seeberger |
| | | Schalkhäuser Straße 21 (Standort)               | Siegfried Seeberger |
| Bild gesucht Der Benutzer GeorgDerReisende ( Diskussion ) wünscht sich an dieser Stelle ein Bild vom Ort mit diesen Koordinaten 49.30014 10.571443 . Motiv: Maximilianstraße 14: der Stolperstein für Therese Selling, die Lage und das Haus Falls du dabei helfen möchtest, erklärt die Anleitung , wie das geht. BW            | HIER WOHNTE THERESE SELLING GEB. OBERMAYER JG. 1853 GEDEMÜTIGT / ENTRECHTET TOT 13. MÄRZ 1937                                                                | Maximilianstraße 14 (Standort)                  | Therese Selling geb. Obermayer (1853–) |
| Bild gesucht Der Benutzer GeorgDerReisende ( Diskussion ) wünscht sich an dieser Stelle ein Bild vom Ort mit diesen Koordinaten 49.300818 10.568087 . Motiv: Schalkhäuser Straße 21: der Stolperstein für Zipora Stefansky, die Lage und das Haus Falls du dabei helfen möchtest, erklärt die Anleitung , wie das geht. BW       | | Schalkhäuser Straße 21 (Standort)               | Zipora Stefansky |
| Bild gesucht Der Benutzer GeorgDerReisende ( Diskussion ) wünscht sich an dieser Stelle ein Bild vom Ort mit diesen Koordinaten 49.300769 10.560739 . Motiv: Schalkhäuser Straße 84: die Stolpersteine für die Familie Steiner, die Lage und das Haus Falls du dabei helfen möchtest, erklärt die Anleitung , wie das geht. BW   | | Schalkhäuser Straße 84 (Standort)               | Flora Steiner |
| | | Schalkhäuser Straße 84 (Standort)               | Leo Steiner |
| Bild gesucht Der Benutzer GeorgDerReisende ( Diskussion ) wünscht sich an dieser Stelle ein Bild vom Ort mit diesen Koordinaten 49.296605 10.566859 . Motiv: der Stolperstein für Lina Stühler, die Lage und das Haus Falls du dabei helfen möchtest, erklärt die Anleitung , wie das geht. BW                                   | HIER WOHNTE LINA STÜHLER GEB. LIEBENSTEIN JG. 1884 FLUCHT 1936 USA                                                                                           | Oberhäuserstraße 19 (Standort)                  | Lina Stühler |
| Bild gesucht Der Benutzer GeorgDerReisende ( Diskussion ) wünscht sich an dieser Stelle ein Bild vom Ort mit diesen Koordinaten 49.296605 10.566859 . Motiv: der Stolperstein für Martin Stühler, die Lage und das Haus Falls du dabei helfen möchtest, erklärt die Anleitung , wie das geht. BW                                 | HIER WOHNTE MARTIN STÜHLER JG. 1921 FLUCHT 1936 USA | Oberhäuserstraße 19 (Standort)                  | Martin Stühler |
| Bild gesucht Der Benutzer GeorgDerReisende ( Diskussion ) wünscht sich an dieser Stelle ein Bild vom Ort mit diesen Koordinaten 49.296605 10.566859 . Motiv: der Stolperstein für Max Stühler, die Lage und das Haus Falls du dabei helfen möchtest, erklärt die Anleitung , wie das geht. BW                                    | HIER WOHNTE MAX STÜHLER JG. 1891 FLUCHT 1936 USA | Oberhäuserstraße 19 (Standort)                  | Max Stühler |
| Bild gesucht Der Benutzer GeorgDerReisende ( Diskussion ) wünscht sich an dieser Stelle ein Bild vom Ort mit diesen Koordinaten 49.299584 10.57569 . Motiv: Karlsplatz 7: der Stolperstein für Ida Uhlfelder, die Lage und das Haus Falls du dabei helfen möchtest, erklärt die Anleitung , wie das geht. BW                     | HIER WOHNTE IDA UHLFELDER GEB. GUTMANN JG. 1877 UNFREIWILLIG VERZOGEN 1938 REGENSBURG DEPORTIERT 1942 PIASKI, MAJDANEK ERMORDET                              | Karlsplatz 7 (Standort)                         | Ida Jette Uhlfelder, geborene Gutmann (1877–1942/44) |
| | HIER WOHNTE LOUISE WEIL GEB. KATZ JG. 1869 DEPORTIERT 1942 THERESIENSTADT 1942 TREBLINKA ERMORDET                                                            | Uzstraße 33 (Standort)                          | Louise Weil geb. Katz |
| | HIER WOHNTE LUISE WEIL GEB. LEMLE JG. 1860 GEDEMÜTIGT / ENTRECHTET SCHICKSAL UNBEKANNT                                                                       | Uzstraße 33 (Standort)                          | Luise Weil geb. Lemke - Die Doppelhaushälfte Uzstraße 33 wurde von den Witwen der Gebrüder Weil Louise Weil sowie Luise Weil und ihrer Tochter Paula bewohnt. Mit im Haushalt wohnte ihre Hausangestellte Marianne Alice Bing. |
| | HIER WOHNTE PAULA WEIL GESCH. WIESENGRUND JG. 1890 DEPORTIERT 1942 PIASKI ERMORDET                                                                           | Uzstraße 33 (Standort)                          | Paula Weil |
| Bild gesucht Der Benutzer GeorgDerReisende ( Diskussion ) wünscht sich an dieser Stelle ein Bild vom Ort mit diesen Koordinaten 49.295504 10.562103 . Motiv: Feuchtwanger Straße 57: der Stolperstein für Auguste Weinschenk, die Lage und das Haus Falls du dabei helfen möchtest, erklärt die Anleitung , wie das geht. BW     | | Feuchtwanger Straße 57 (Standort)               | Auguste Weinschenk |
| Bild gesucht Der Benutzer GeorgDerReisende ( Diskussion ) wünscht sich an dieser Stelle ein Bild vom Ort mit diesen Koordinaten 49.301609 10.571334 . Motiv: Platenstraße 26: die Stolperstein für die Familie Weinschenk, die Lage und das Haus Falls du dabei helfen möchtest, erklärt die Anleitung , wie das geht. BW        | | Platenstraße 26 (Standort)                      | Frieda Weinschenk |
| | | Platenstraße 26 (Standort)                      | Sigmund Weinschenk |
| | HIER WOHNTE EVA WEINSTOCK GEB. PEISER JG. 1861 UNFREIWILLIG VERZOGEN 1937 WÜRZBURG GEDEMÜTIGT / ENTRECHTET SCHICKSAL UNBEKANNT                               | Martin-Luther-Platz 6 „Stössel-Haus“ (Standort) | Eva Weinstock - Otto Weinstock, Angehöriger der einstigen Bewohner des Stössel-Hauses, war bei der zweiten Stolpersteinlegung anwesend. |
| | HIER WOHNTE ARMIN WEISS JG. 1894 FLUCHT 1938 UNGARN DEPORTIERT 1942 SCHICKSAL UNBEKANNT                                                                      | Reitbahn 1 (Standort)                           | Armin Weiss |
| | HIER WOHNTE REGINA WEISS GEB. GRÜNWALD JG. 1865 DEPORTIERT 1943 THERESIENSTADT ERMORDET 30.12.1943 AUSCHWITZ                                                 | Reitbahn 1 (Standort)                           | Regina Weiss und ihr Sohn Armin betrieben gemeinsam das Herren- und Knabenbekleidungshaus „Zum Matrosen“ in der Utzstraße 39. 1929 waren sie zur Miete ins zweite Obergeschoss in der Reitbahn 1 eingezogen. |
| Bild gesucht Der Benutzer GeorgDerReisende ( Diskussion ) wünscht sich an dieser Stelle ein Bild vom Ort mit diesen Koordinaten 49.30454 10.5771 . Motiv: der Stolperstein für Helga Weissmann, die Lage und das Haus Falls du dabei helfen möchtest, erklärt die Anleitung , wie das geht. BW                                   | | Schloßstraße 13 (Standort)                      | Helga Weissmann |
| Bild gesucht Der Benutzer GeorgDerReisende ( Diskussion ) wünscht sich an dieser Stelle ein Bild vom Ort mit diesen Koordinaten 49.30454 10.5771 . Motiv: der Stolperstein für Jakob Weissmann, die Lage und das Haus Falls du dabei helfen möchtest, erklärt die Anleitung , wie das geht. BW                                   | | Schloßstraße 13 (Standort)                      | Jakob Weissmann |
| Bild gesucht Der Benutzer GeorgDerReisende ( Diskussion ) wünscht sich an dieser Stelle ein Bild vom Ort mit diesen Koordinaten 49.30454 10.5771 . Motiv: der Stolperstein für Martha Weissmann, die Lage und das Haus Falls du dabei helfen möchtest, erklärt die Anleitung , wie das geht. BW                                  | | Schloßstraße 13 (Standort)                      | Martha Weissmann |
| Bild gesucht Der Benutzer GeorgDerReisende ( Diskussion ) wünscht sich an dieser Stelle ein Bild vom Ort mit diesen Koordinaten 49.30454 10.5771 . Motiv: der Stolperstein für Martin Weissmann, die Lage und das Haus Falls du dabei helfen möchtest, erklärt die Anleitung , wie das geht. BW                                  | | Schloßstraße 13 (Standort)                      | Martin Weissmann |
| | HIER WOHNTE ELLA WEISSMANN GEB. FREUDENREICH JG. 1886 UNFREIWILLIG VERZOGEN 1938 REGENSBURG FLUCHT 1940 USA                                                  | Karolinenstraße 7+9 (Standort)                  | Ella Weißmann |
| | HIER WOHNTE EMMA WEISSMANN GEB. HEIMANN JG. 1884 UNFREIWILLIG VERZOGEN 1938 MÜNCHEN FLUCHT 1941 USA                                                          | Karolinenstraße 7+9 (Standort)                  | Emma Weißmann |
| | HIER WOHNTE JULIUS WEISSMANN JG. 1877 UNFREIWILLIG VERZOGEN 1938 MÜNCHEN FLUCHT 1941 USA                                                                     | Karolinenstraße 7+9 (Standort)                  | Julius Weißmann |
| | HIER WOHNTE JUSTIN WEISSMANN JG. 1878 UNFREIWILLIG VERZOGEN 1938 REGENSBURG FLUCHT 1940 USA                                                                  | Karolinenstraße 7+9 (Standort)                  | Justin Weißmann - Gemeinsam mit dem Ehepaar Justin und Ella Weißmann mit ihrem Sohn Kurt wohnten auch Justins Cousin Julius mit seiner Frau Ella in der Karolinenstraße. Beiden Ehepaaren gelang die Flucht in die USA, Kurt Weißmann konnte nach England fliehen. |
| | HIER WOHNTE KURT WEISSMANN JG. 1920 FLUCHT 1936 ENGLAND | Karolinenstraße 7+9 (Standort)                  | Kurt Weißmann |
| Bild gesucht Der Benutzer GeorgDerReisende ( Diskussion ) wünscht sich an dieser Stelle ein Bild vom Ort mit diesen Koordinaten 49.296595 10.571667 . Motiv: Heilig-Kreuz-Straße 13: der Stolperstein für Meta Welsch, die Lage und das Haus Falls du dabei helfen möchtest, erklärt die Anleitung , wie das geht. BW            | | Heilig-Kreuz-Straße 13 (Standort)               | Meta Welsch |
| Bild gesucht Der Benutzer GeorgDerReisende ( Diskussion ) wünscht sich an dieser Stelle ein Bild vom Ort mit diesen Koordinaten 49.301702 10.571581 . Motiv: Uzstraße 22: die Stolpersteine für die Familie Wittelshöfer, die Lage und das Haus Falls du dabei helfen möchtest, erklärt die Anleitung , wie das geht. BW         | | Uzstraße 22 (Standort)                          | Charlotte Wittelshöfer |
| Bild gesucht Der Benutzer GeorgDerReisende ( Diskussion ) wünscht sich an dieser Stelle ein Bild vom Ort mit diesen Koordinaten 49.296987 10.584512 . Motiv: Beckenweiherallee 2: die Stolpersteine für die Familie Wittelshöfer, die Lage und das Haus Falls du dabei helfen möchtest, erklärt die Anleitung , wie das geht. BW | | Beckenweiherallee 2 (Standort)                  | Gabriel Wittelshöfer |
| | | Beckenweiherallee 2 (Standort)                  | Siegfried Wittelshöfer |
| | HIER WOHNTE SIEGFRIED WITTELSHÖFER JG. 1898 'SCHUTZHAFT' 1938 GEFÄNGNIS NÜRNBERG UNFREIWILLIG VERZOGEN 1938 NÜRNBERG ZWANGSARBEIT ÜBERLEBT                   | Uzstraße 22 (Standort)                          | Siegfried Wittelshöfer (1898–1969) |
| | HIER WOHNTE LEOPOLD WITTKOWSKY JG. 1859 ‘SCHUTZHAFT‘ 1938 GEFÄNGNIS ANSBACH TOT 15.12.1938                                                                   | Uzstraße 18 (Standort)                          | Leopold Wittkowsky |
| Bild gesucht Der Benutzer GeorgDerReisende ( Diskussion ) wünscht sich an dieser Stelle ein Bild vom Ort mit diesen Koordinaten 49.301798 10.571775 . Motiv: Uzstraße 18: der Stolperstein für Margarete Wittkowsky, die Lage und das Haus Falls du dabei helfen möchtest, erklärt die Anleitung , wie das geht. BW              | | Uzstraße 18 (Standort)                          | Margarete Wittkowsky Der Stolperstein für Margarete Wittkowsky wurde am 28. Mai 2025 mit einem Stein mit einem neuen Text ausgetauscht. |

## Verlegedaten
Die ersten drei Verlegungen sowie die fünfte und sechste erfolgten durch den Künstler persönlich:
- 26. Mai 2014: Johann-Sebastian-Bach-Platz 8 und 10, Kannenstraße 8, Uzstraße 18
- 28. Mai 2015: Martin-Luther-Platz 6 („Stössel-Haus“), Reitbahn 1, Uzstraße 33 und 37
- 28. Mai 2016: Alte Poststraße 3 und 12, Cronegkstraße 2 und 5, Karolinenstraße 7+9 und 10
- 28. Juni 2017: Feuerbachstraße 11, Heilig-Kreuz-Straße 13, Triesdorfer Straße 15 und 36
- 17. Juli 2018: Endresstraße 14 und 15, Maximilianstraße 20, Oberhäuserstraße 19
- 6. November 2019: Jüdtstraße 20, Nürnberger Straße 11 und 22, Schloßstraße 13
- 21. Juli 2021: Platenstraße, Schalkhäuserstraße, Würzburger Straße
- 22. März 2023: Beckenweiherallee 2, Bischof-Meiser-Straße 5, Eyber Straße 13, Feuchtwanger Straße 57, Heilig-Kreuz-Straße 13 (Hedwig Hessdörfer), Johannisweg 6, Karlsplatz 7
- 11. Februar 2024: Cronegkstraße 5 (Senta Aal), Feuerbachstraße 13, Heilig-Kreuz-Straße 13 (Meta Welsch), Maximilianstraße 14 und 26, Nürnberger Straße 22 (Flora Schwab), Uzstraße 22
- 28. Mai 2025: Merckstraße 4, Reuterstraße 2a, Schalkhäuser Straße 84 (Nachverlegung), Uzstraße 18 (Nachverlegung) und in der Uzstraße 22 (Nachverlegung)

Wegen eines Autounfalls konnte der Künstler Gunter Demnig nicht persönlich an der vierten Verlegung am 28. Juni 2017 teilnehmen, die Steinsetzungen selbst erfolgte durch das Betriebsamt der Stadt Ansbach. Die Steinsetzungen an den vorherigen Terminen hatte Demnig selbst vorgenommen. Typische Verlegesituationen in Ansbach:

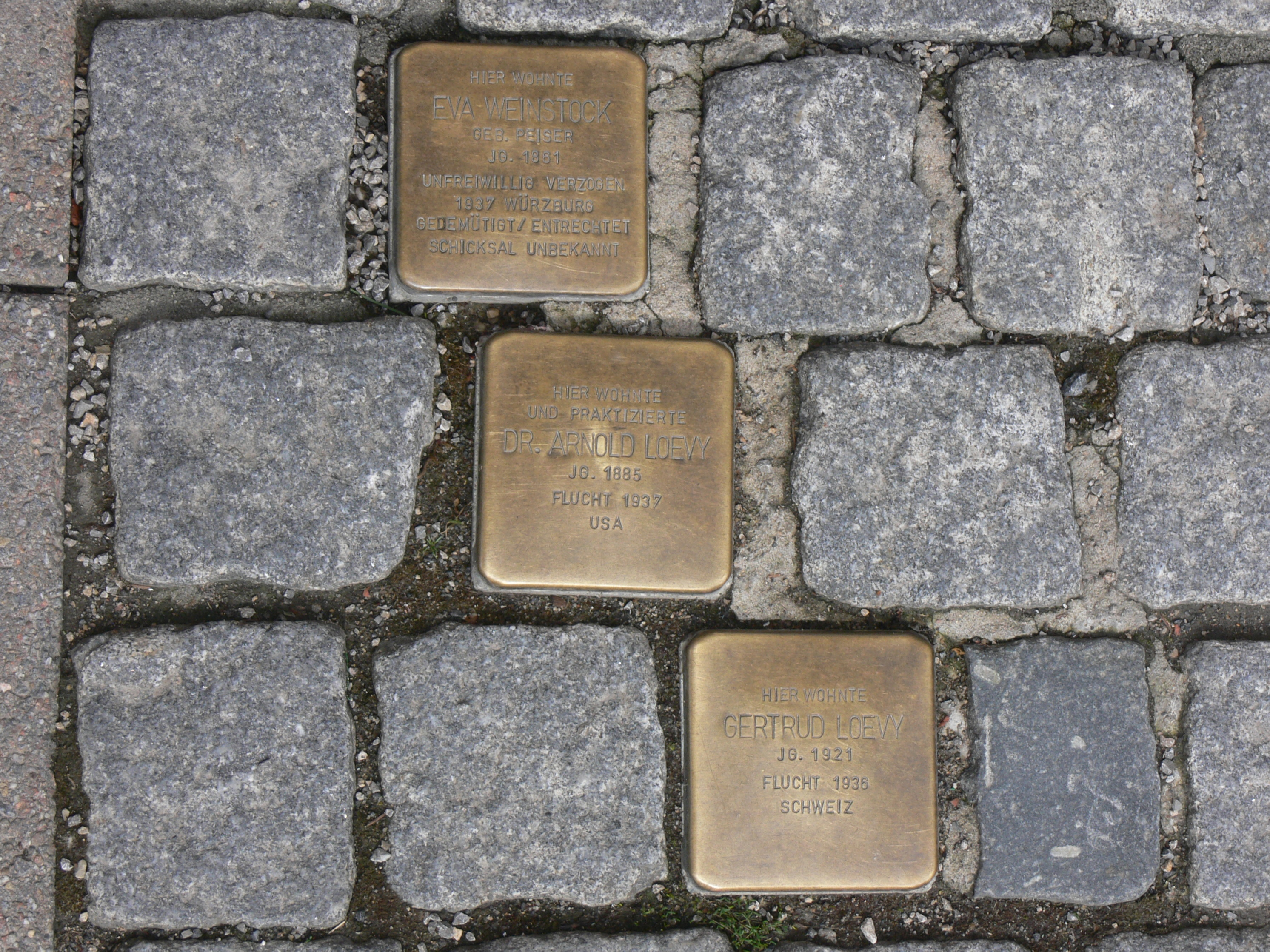
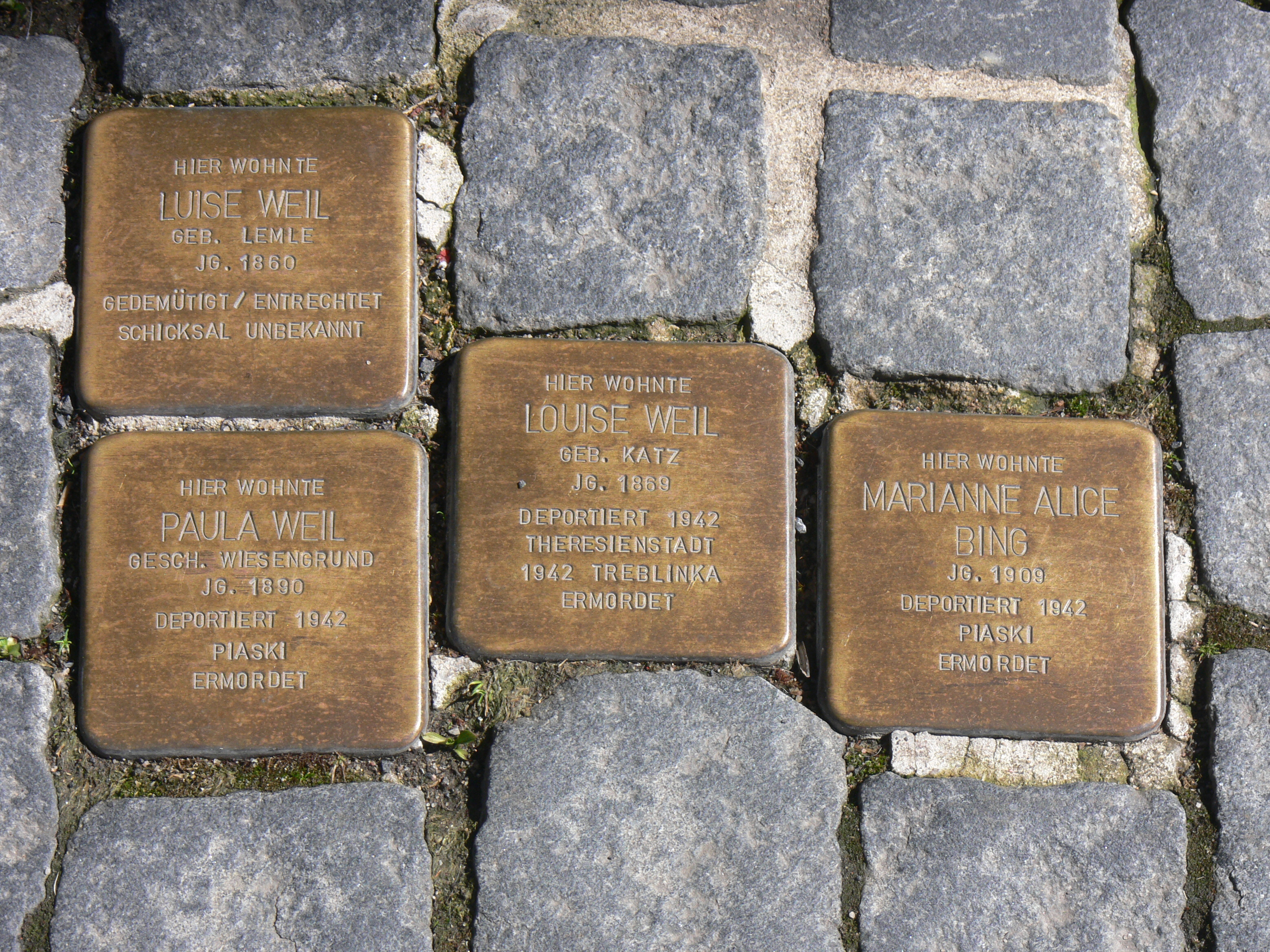